# Philadelphia 76ers 2011-2012
La stagione 2011-12 dei Philadelphia 76ers fu la 63ª nella NBA per la franchigia.
I Philadelphia 76ers arrivarono terzi nella Atlantic Division della Eastern Conference con un record di 35-31. Nei play-off vinsero il primo turno con i Chicago Bulls (4-2), perdendo poi la semifinale di conference con i Boston Celtics (4-3).

## Roster
| N° | Naz.                   | Ruolo | Sportivo        | Anno | Alt. | Peso |
| -- | ---------------------- | ----- | --------------- | ---- | ---- | ---- |
| 00 | Stati Uniti (bandiera) | C     | Spencer Hawes   | 1988 | 213  | 111  |
| 4  | Stati Uniti (bandiera) | AC    | Tony Battie     | 1976 | 208  | 104  |
| 5  | Argentina (bandiera)   | A     | Andrés Nocioni  | 1979 | 201  | 102  |
| 7  | Stati Uniti (bandiera) | A     | Sam Young       | 1985 | 198  | 100  |
| 8  | Montenegro (bandiera)  | A     | Nikola Vučević  | 1990 | 208  | 109  |
| 9  | Stati Uniti (bandiera) | GA    | Andre Iguodala  | 1984 | 198  | 94   |
| 11 | Stati Uniti (bandiera) | G     | Jrue Holiday    | 1990 | 191  | 82   |
| 12 | Stati Uniti (bandiera) | G     | Evan Turner     | 1988 | 201  | 95   |
| 16 | Paesi Bassi (bandiera) | C     | Francisco Elson | 1976 | 213  | 107  |
| 20 | Stati Uniti (bandiera) | G     | Jodie Meeks     | 1987 | 193  | 94   |
| 21 | Stati Uniti (bandiera) | A     | Thaddeus Young  | 1988 | 203  | 100  |
| 23 | Stati Uniti (bandiera) | G     | Lou Williams    | 1986 | 188  | 79   |
| 25 | Stati Uniti (bandiera) | G     | Xavier Silas    | 1988 | 196  | 93   |
| 33 | Stati Uniti (bandiera) | A     | Craig Brackins  | 1987 | 208  | 104  |
| 42 | Stati Uniti (bandiera) | A     | Elton Brand     | 1979 | 203  | 125  |
| 50 | Stati Uniti (bandiera) | A     | Lavoy Allen     | 1989 | 206  | 102  |

## Staff tecnico
- Allenatore: Doug Collins
- Vice-allenatori: Michael Curry, Brian James, Aaron McKie, Jeff Capel
- Preparatore atletico: Kevin N. Johnson
- Assistente preparatore: Scott Faust